# Stenotabanus wolcotti
Stenotabanus wolcotti är en tvåvingeart som beskrevs av David Fairchild 1980. Stenotabanus wolcotti ingår i släktet Stenotabanus och familjen bromsar.
Artens utbredningsområde är Puerto Rico. Inga underarter finns listade i Catalogue of Life.